# Algonquin (Maryland)
Algonquin é uma Região censo-designada localizada no estado americano de Maryland, no Condado de Dorchester.

## Demografia
Segundo o censo americano de 2000, a sua população era de 1361 habitantes.

## Geografia
De acordo com o United States Census Bureau tem uma área de 
8,1 km², dos quais 2,8 km² cobertos por terra e 5,3 km² cobertos por água.

## Localidades na vizinhança
O diagrama seguinte representa as localidades num raio de 16 km ao redor de Algonquin. 